# Raimund Friedrich Kaindl
Raimund Friedrich Kaindl (Czernowitz, 31 agosto 1866 – Graz, 14 marzo 1930) è stato un docente, linguista e storico austriaco.
Nato a Czernowitz (oggi Černivci), nell'attuale Ucraina (allora parte dell'Impero austro-ungarico) da tedeschi dei Carpazi, studiò dapprima nella sua città diventando poi docente dell'Università di Černivci, poi nel 1901 si trasferì a Graz rimanendo a scrivere ed insegnare fino alla morte. Fu lui a coniare il termine "tedeschi dei Carpazi".

### Lavori
- Geschichte der Deutschen in den Karpatenländern, 3 Bände, 1907-11; 1848/49-1866-1918/19.
- Des deutschen Volkes Weg zur Katastrophe und seine Rettung, 1920; Österreich, Preußen, Deutschland, 1926; Hg. und Neubearbeiter der Geschichte Österreichs von F. M. Mayer, Band 1, 1929.

### Letteratura
- Autobiographie, in: Die Geschichtswissenschaft der Gegenwart in Selbstdarstellungen, Band 1, 1925; M.-F. Knor, R. F. Kaindl und die Wiener Schule, Diplomarbeit, Wien 1999;
- Österreichisches Biographisches Lexikon; Neue Deutsche